# FC Torpedo Moscú
El FC Torpedo Moscú (en ruso: Футбольный клуб "Торпедо" Москва) es un club de fútbol ruso de la capital Moscú. Fundado en 1924, disputa sus partidos como local en el Estadio Eduard Streltsov situado en la capital rusa. Su uniforme habitual consta de camiseta blanca y pantalón negro. Actualmente juega en la Primera División de Rusia.
El club, cuya fundación fue promovida por el sector del automóvil, alcanzó un gran éxito en la Unión Soviética durante los años 1960, época en la que logró gran parte de sus éxitos. En total, el Torpedo cuenta con tres ligas soviéticas, seis Copas soviéticas y una Copa rusa. Sin embargo, desde la desintegración de la Unión Soviética, el Torpedo no ha ganado ninguna Liga Premier de Rusia y ha experimentado graves épocas de crisis financieras y deportivas que le llevaron hasta la Cuarta división en 2009.
El Torpedo es uno de los muchos clubes de Moscú y un histórico del fútbol ruso. Está situado en la quinta posición de la tabla histórica de la liga soviética, de la que solo estuvo ausente las dos primeras ediciones (1936-1938) y permaneció en la máxima categoría hasta la crisis que sumió al club en 1991. En la clasificación histórica de la liga rusa aparece en séptima posición. De las filas del Torpedo surgieron influyentes y destacados futbolistas soviéticos como Eduard Streltsov, Slava Metreveli o Valentín Ivanov.

## Nombres del club en su historia
- Proletárskaya kúznitsa (Forja proletaria) (1924-1931)
- AMO (Avtomobílnoye Moskóvskoe Óbshchestvo) (Empresa Moscovita de automoción) (1931-1932) Antiguo nombre de ZIL.
- ZIS (Zavod Ímeni Stálina) (Fábrica de automóviles Stalin) (1933-1935) Antiguo nombre de ZIL
- Torpedo (1936-1995)
- Torpedo-Luzhnikí (1996-1997). Denominación que tuvo cuando el equipo se mudó al Estadio Luzhnikí.
- Torpedo (desde 1998)

## Historia

### Orígenes y fundación del club (1919–1935)
Los orígenes del Torpedo se remontan a finales de 1919, en las afueras de Moscú, cerca de la actual estación de metro Avtozavodskaya, donde se concentraba una gran cantidad de empresas industriales y, entre ellas, un parque infantil donde los residentes jugaban al voleibol y al fútbol. Esta zona recreativa se fue extendiendo poco a poco hasta adquirir el tamaño de un campo de fútbol y el 20 de septiembre de 1922 tuvo lugar la celebración de un partido de fútbol internacional entre unos trabajadores finlandeses y el club deportivo «Zamoskvorech'ye», que acabó 7–1 para los primeros.
En 1924, de acuerdo con la decisión del VI Congreso del Sindicato de Trabajadores Metalúrgicos, se creó un equipo resultado de la fusión de varios clubes deportivos de diferentes distritos en uno llamado Proletárskaya kúznitsa («forja proletaria»), conocido por sus siglas RDPK. El equipo llegó a disputar campeonatos nacionales contra equipos más fuertes de la capital como el Metallurg, el Dinamo o el Pishcheviki.
Con la llegada del poder soviético, el deporte experimentó un importante cambio. Todos los antiguos clubes deportivos, considerados burgueses, fueron cerrados o desmantelados, y sobre la base de ellos se establecieron equipos departamentales. Todos los miembros del viejo orden debían acreditarse a los departamentos pertinentes y las propiedades (incluyendo estadios y campos de deportes) se nacionalizaron y transfirieron a instituciones gubernamentales. A finales de 1930 (sobre el 10-15 de noviembre), la Unión de Sindicatos de la Cultura Física y el Deporte eliminó el RDPK y los jugadores fueron al equipo de fútbol que creó la Avtomobilnoe Moskovskoe Obshchestvo (AMO), entre los que destacaba Viktor Maslov.
Oficialmente se considera noviembre de 1930 como la fecha de fundación del actual Torpedo. En 1931 debutó el equipo torpedovtsev –por entonces aún denominados AMO– en el campeonato de primera división de Moscú. El AMO acabó quinto en el torneo final de otoño, detrás del Dinamo, el SKiT (Soyuz Kooperatsii i Torgovli), el Serp i molot y el Krasnyy proletariy. El presidente del equipo era Sergey Troitsky y Viktor Maslov hizo las funciones de jugador-entrenador.

### Creación de la liga soviética y Segunda Guerra Mundial (1936–1952)
Entre 1933 y 1936 el club fue denominado Zavod imeni Stalina («Planta en nombre a Stalin») o ZiS, nombre con el que fue incluido en la primera temporada (1936) de la segunda división soviética (o clase B). En el campeonato de primavera el equipo moscovita acabó segundo, superado por el Dinamo Tbilisi. En el torneo de otoño fue renombrado al definitivo Torpedo y acabó cuarto (de ocho equipos). En la temporada 1937 terminó en sexta posición, pero la siguiente temporada de la Soviet Top Liga se amplió a 26 clubes, por lo que fue ascendido a la máxima categoría.
En su primera temporada en la elite, los moscovitas obtuvieron el noveno lugar. En el equipo destacaron los defensas Konstantin Ryazantsev y Potr Petrov, apoyados por los centrocampistas Viktor Maslov y Ershov. En la temporada 1938, por primera vez se publicó una lista de los 55 mejores jugadores. Del Torpedo fueron seleccionados tres jugadores: el centrocampista Ivan Kochetkov, Konstantin Ryazantsev y el extremo derecho Viktor Maslov.
Después de una serie de irregulares resultados en las temporadas anteriores, los funcionarios del fútbol soviético decidieron crear equipos de los mejores jugadores de los sindicatos reunidos en el Profsoyuzy-1 y el Profsoyuzy-2. Muchos de los jugadores torpedovtsev fueron incluidos en el primer equipo (el teóricamente más fuerte) y algunos en el segundo. Sin embargo, el campeonato no pudo ser terminado debido al comienzo de la Segunda Guerra Mundial.
Los jugadores participaron en la evacuación de la planta de las afueras de Moscú. El defensa Ivan Kochetkov fue al frente y después de la guerra defendió los colores del CDKA, mientras que Konstantin Ryazantsev firmó por el Spartak.
El fútbol en el país se reanudó con la Copa de la Unión Soviética en 1944, edición en la que el Torpedo llegó hasta semifinales, eliminado por el CDKA. El futbolista Nikolai Ilyin se convirtió en el primer jugador del Torpedo que fue galardonado con el título de Maestro Emérito de los Deportes.
El entrenador del club en los años de la posguerra fue Viktor Maslov, quien llevó, junto al talentoso delantero Alexander Ponomarev, al Torpedo al tercer puesto del campeonato de 1945. La temporada siguiente, el equipo terminó en cuarto lugar y Ponomariov se convirtió en el máximo goleador de la URSS, por la que recibió el título de Maestro Emérito de los Deportes. Al año siguiente, el equipo sumó dos fuertes jugadores más: el extremo derecho Antonin Sochneva y el defensor español Agustín Gómez, un vasco que emigró de España a la Unión Soviética huyendo de la Guerra Civil.
En 1947 el equipo avtozavodtsy llegó, por primera vez en su historia, a la final de la copa nacional, derrotando al Dinamo Tbilisi en los cuartos de final y en semifinales al CDKA. Sin embargo, en la final disputada en el estadio Dinamo perdió ante el Spartak con un marcador de 2–0. Dos años después, en 1949, el equipo se tomó la revancha en el torneo y se hizo con su primer título oficial, la Copa de la Unión Soviética al superar en el mismo escenario al Dinamo Moscú (2–1). El Torpedo repitió éxito en 1952 al vencer al Spartak en la final. El excapitán del Torpedo, Alexander Ponomarev, que había dejado el club en 1950 con destino al Shakhtyor Stalino (actual Shakhtar) se retiró del fútbol en 1952.

### Streltsov y edad dorada (1953–1967)
El cambio generacional y el rejuvenecimiento del club continuaron y en 1953 en el Torpedo debutó a los 19 años de edad, Valentin Ivanov, el primero de los grandes jugadores que liderará al club a sus éxitos en los años 1960. Al año siguiente, los entrenadores invitaron al equipo de profesionales a Eduard Streltsov con 16 años. La pareja pasó a la historia como los primeros torpedovtsy que fueron convocados a la selección nacional de la Unión Soviética, en 1955. Al año siguiente, al equipo se unió a la defensa Leonid Ostrovsky y el delantero Slava Metreveli y, un poco más tarde, Gennady Gusarov. Cuando en 1957 regresó al equipo el mentor Viktor Maslov, en su poder tenía un conjunto con jugadores de gran clase. Solo un sólido Dinamo, que solo encajó 15 goles en toda la temporada, evitó que el Torpedo lograse su primera liga. Los hombres de Maslov acabaron detrás del campeón, el Dinamo, por ocho puntos de ventaja.
En medio de la temporada de 1958 tuvo lugar el desafortunado incidente con Eduard Streltsov, que fue acusado de violación contra una joven, fue arrestado y enviado prisionero al gulag con una pena de doce años —de la que acabó cumpliendo cinco años—. El club perdía, así, a una de sus figuras clave y cayó al séptimo lugar esa temporada. En el campeonato de 1959 el Torpedo terminó quinto pese a la llegada del talentoso centrocampista Valery Voronin.

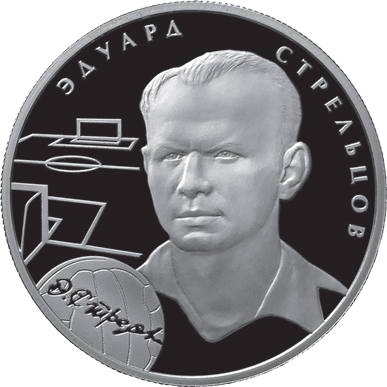
Reverso de una moneda de dos rublos, moneda conmemorativa en honor a la leyenda del Torpedo Eduard Streltsov.

Entre las nuevas innovaciones tácticas del Torpedo fue clave la transición de la defensa al ataque. Maslov implantó un sistema en los delanteros moscovitas en los que buscaban constantemente el espacio. La formación tipo del equipo era una 3-3-4, con tres defensores puros y Voronin fue sacado de la defensa y adelantado al centro del campo como centrocampista defensivo. El Torpedo se proclamó campeón de la liga soviética por primera vez en su historia en 1960 tras superar al SKA Rostov del Don en la primera parte del torneo y al Dynamo Kiev en la segunda. Ese año se completó con un histórico doblete al hacerse con su tercera copa soviética. El Torpedo que se proclamó campeón era un equipo muy joven, pues el futbolista más veterano era de solo 26 años de edad.

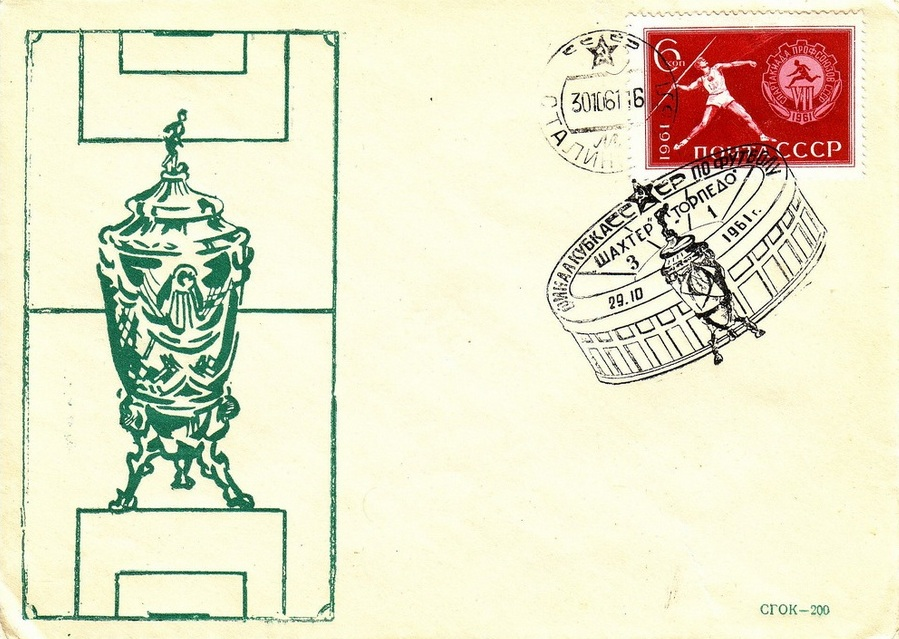
Postal de la final de copa de 1961 entre el Shakhtyor Stalino y el Torpedo, que acabó con victoria moscovita.

En la temporada 1961 el Torpedo comenzó como favorito absoluto. El equipo ganó el torneo de los subgrupos y pasó a una segunda etapa con los diez mejores equipos por el título de liga. Sin embargo, el equipo fue sometido a una gran presión y una racha negativa le llevó a sufrir la pérdida de varios partidos importantes. Finalmente el Torpedo fue subcampeón, detrás del Dynamo Kiev. Los avtozavodtsev alcanzaron la final de la copa, donde se enfrentaron al Shakhtyor Stalino, pero los ucranianos vencieron 1–3 a los moscovitas, que no pudieron celebrar un título ese año. Gennadi Gusarov fue el máximo goleador del campeonato de liga con 22 goles.
Antes de que comenzase el campeonato de 1962, abandonó el club el mentor que lo hizo campeón, Viktor Maslov. El Torpedo firmó un pobre año, terminando en séptimo lugar. Los entrenadores no estaban satisfechos con el rendimiento de algunos jugadores clave y se produjeron importantes bajas al término del campeonato. Slava Metreveli se marchó al Dinamo Tbilisi, Leonid Ostrovsky se trasladó al Dynamo Kiev y Gennady Gusarov al Dinamo Moscú.
Sin embargo, poco antes de comenzar la temporada 1964, al equipo llegaron varios jugadores de nivel para sustituir a los anteriores que se marcharon. El Torpedo volvió a pelear el título hasta el último partido con el Dinamo Tbilisi. En el campeonato, los dos equipos sumaron 46 puntos y tuvieron que disputar una final de desempate por la liga, que se disputó en un campo neutral, en Taskent. El tiempo reglamentario terminó en empate a un gol, pero en la prórroga los moscovitas recibieron tres goles (1–4) y el título fue para los georgianos. El centrocampista del club Valeri Voronin se convirtió en el líder de la selección nacional de la URSS en el Campeonato de Europa que se celebró ese mismo año en el que el equipo soviético fue subcampeón.
El Torpedo comenzó el campeonato de liga de 1965 con una derrota en Bakú ante el Neftchi (0–3). Pero más tarde, el club recibió una inyección de moral con el regreso al equipo de Eduard Streltsov, quien fue liberado en 1963 y había estado entrenando con el equipo de la fábrica ZiL desde entonces. Con el habilidoso jugador, esa derrota en Bakú fue la única que encajó el Torpedo en toda la primera ronda, por lo que los moscovitas se situaron en lo más alto de la clasificación hasta el final de la temporada. El Torpedo se proclamó campeón de la Unión Soviética por segunda vez en su historia.
Como campeón de liga, el Torpedo se convirtió en el primer club soviético en participar en la Copa de Europa. En la temporada 1966-67, en primera ronda, se enfrentó al Inter de Milán. El equipo italiano era famoso por su sólida defensa basada en la táctica del catenaccio impulsada por su entrenador, Helenio Herrera. El primer partido tuvo lugar en San Siro y Valeri Voronin anotó un desafortunado gol en propia puerta para dar una mínima ventaja (1–0) al equipo italiano. El partido en Moscú, en el Estadio Central Lenin ante 105 000 personas, terminó con empate sin goles y el Torpedo quedó eliminado.

### Campeón de 1976 y final de la era soviética (1968–1991)
El equipo moscovita completó una buena temporada en 1968, en la que acabó en tercera posición en el campeonato de liga, con 21 goles anotados por Streltsov, alcanzó los cuartos de final de la Recopa de Europa y se proclamó campeón de la copa soviética al vencer al Pakhtakor Tashkent por un gol a cero.
Después de finalizar la temporada 1972, colgó las botas el veterano defensa Viktor Shustikov, el último representante de la generación dorada del club de la década de 1960. Shustikov estableció el récord de más partidos disputados en el campeonato de liga soviético con 427 encuentros. Este registro solo fue superado, 14 años después, Oleg Blokhin del Dynamo Kiev.
Aún con Valentin Kozmich Ivanov en el banquillo como entrenador y Viktor Shustikov como asistente, el Torpedo volvió a proclamarse campeón de liga en 1976. Ese año, el torneo liguero fue disputado en el clásico formato ruso de primavera y otoño. Los avtozavodtsev firmaron un discreto papel en el torneo de primavera, finalizando en 12.ª posición, pero en el campeonato de otoño el equipo se impuso al Dynamo Kiev en la tabla clasificatoria por dos puntos. La mejoría en defensa fue fundamental para que el equipo dirigido por Ivanov lograse el título, ya que pasó de encajar 20 goles en el torneo de primavera a solo nueve en el de otoño. Yevgeni Khrabrostin fue el máximo goleador del equipo, con cinco goles, de un total de 20 que anotó el Torpedo —cuatro equipos anotaron más goles que el campeón—.
Su participación en la Copa de Europa 1977-78 como campeón soviético fue efímera, ya que resultó eliminado en primera ronda por el Benfica en la tanda de penaltis, después de que los dos partidos acabasen en empate sin goles. Los años 1980 fueron poco productivos para el Torpedo en el campeonato de liga y no consiguió mayor éxito que un tercer puesto en 1988. Sin embargo, dos años antes, en 1986, el Torpedo se proclamó nuevamente campeón de la copa soviética al vencer (1–0) al Shakhtar Donetsk.En la temporada 1990/91 consigue en la Copa de la UEFA su mejor clasificación llegando a los cuartos de final tras eliminar a Göteborg GAIS, Sevilla FC y AS Mónaco y caer ante el Brøndby IF.
En 1991 el fútbol soviético celebró su última temporada del campeonato de liga en la que no participaron equipos bálticos ni georgianos. El Torpedo acabó en tercera posición, el histórico Valentin Ivanov dejó de entrenar al Torpedo en septiembre de 1991 y fue reemplazado por Yevgeni Skomorokhov, por lo que el club obtuvo una medalla de bronce antes de que la disolución de la Unión Soviética acabara con la Soviet Top Liga.

### Historia moderna
En 1996, el propietario del club, la fábrica de automóviles ZIL, vendió el club a su nuevo propietario, OAO Luzhniki, y el club se trasladó del estadio Torpedo al Bolshoi Sports Arena del Complejo Olímpico Luzhniki. Entre 1999 y 2002, bajo la dirección del talentoso entrenador V. V. Shevchenko, el Torpedo se convirtió en uno de los líderes del fútbol ruso. El equipo demostró un juego brillante y original. En el año 2000, el club quedó tercero en liga. Sin embargo, el Torpedo comenzó a experimentar crecientes dificultades financieras y, a finales de 2006, abandonó la primera división del fútbol ruso por primera vez en su historia.
En 2008, Torpedo descendió a la tercera división rusa y un grupo de destacados futbolistas se marchó. A principios de 2009, surgió información sobre una posible fusión entre Torpedo y el club de fútbol Torpedo-RG, que jugaba en la zona oeste de la Segunda División. Dado que todos los detalles se habían acordado, el nuevo propietario de Torpedo, Alexander Tukmanov, retiró a su equipo de la Segunda División. Sin embargo, en el último momento, surgieron algunos desacuerdos entre las partes y la fusión de los dos equipos fracasó. Para entonces, se habían vencido todos los plazos para volver a presentar una solicitud a la PFL. Como resultado, debido a un desafortunado problema organizativo, el equipo perdió temporalmente su estatus profesional. En 2009, Torpedo ganó con confianza el Campeonato Ruso entre LFC (tercera división) en el Grupo A de la zona de Moscú y recuperó su estatus de club de fútbol profesional.
El 7 de diciembre de 2009, se firmó un contrato con el nuevo entrenador Sergei Pavlov. Sin embargo, debido a desacuerdos con la gerencia, dejó el puesto, trabajando finalmente menos de un año. El 15 de agosto de 2010, Igor Chugainov, un especialista novato y exalumno de Torpedo, se convirtió en el entrenador en jefe de los blanquinegros. El 30 de octubre de 2010, Torpedo ganó un partido clave en casa contra Gubkin y entró en el Campeonato de la Liga Nacional de Fútbol . En la temporada 2011/12, Torpedo obtuvo el octavo lugar final. El 5 de abril de 2012, Igor Chugainov fue destituido de la dirección del equipo. Mikhail Belov , quien anteriormente había trabajado como asistente de Chugainov, se convirtió en el entrenador en jefe interino (y luego en entrenador en jefe). El 22 de noviembre de 2012, después de la renuncia de Belov, Boris Ignatyev tomó el timón del equipo . En la temporada 2012/13, el Torpedo evitó por poco el descenso a segunda división. Al final del campeonato, el entrenador cambió de nuevo: Ignatyev fue reemplazado por Vladimir Kazakov, de 42 años, quien había jugado en el Torpedo. Se ficharon varios jugadores con experiencia en el máximo nivel. Sin embargo, en las primeras seis jornadas, los "fabricantes de automóviles" solo lograron sumar dos puntos, y Kazakov asumió la responsabilidad y dimitió.
El 5 de septiembre de 2013, el equipo estaba dirigido por Alexander Genrikhovich Borodyuk. Bajo su liderazgo, el Torpedo comenzó a progresar y, tras la temporada 2013/14, obtuvo el tercer puesto en el campeonato de la FNL, asegurando su participación en los play-offs para el derecho a jugar en la Premier League. El primer partido de play-off contra el decimocuarto equipo de la RFPL, el Krylia Sovetov, tuvo lugar el 18 de mayo de 2014 en el estadio de Ramenskoye, cerca de Moscú, y terminó con un marcador de 2-0 a favor de los blanquinegros. El 22 de mayo de 2014, el Torpedo empató 0-0 en el partido de vuelta y, según el resultado global de ambos partidos, regresó a la Premier League después de 8 años.
La temporada 2014/2015 tuvo un comienzo muy desastroso para el Torpedo. En la primera jornada, el club sufrió una derrota por 1-4 ante el CSKA y, en la segunda, una goleada por 1-8 ante el Zenit . Al llegar el parón invernal, el equipo se encontraba en la 12.ª posición (fuera de la zona de descenso y de los partidos de transición). Para mejorar los resultados del equipo, el Torpedo decidió fichar a seis jugadores, incluyendo a los delanteros Sergei Davydov e Igor Shevchenko, que no marcaron ningún gol en la primera mitad del campeonato, e incorporar a nuevos atacantes en su lugar: Zenyov  , Bazelyuk  y Smarason.
Tras la temporada 2014/15, el Torpedo terminó penúltimo, 15.º, en la RFPL y descendió a la FNL. El 23 de junio de 2015, el presidente del club, Alexander Tukmanov, anunció que el Torpedo no participaría en el campeonato de la FNL de la nueva temporada, y las deudas del club, según Tukmanov, ascienden aproximadamente a 220-230 millones de rublos. Como resultado, debido a los continuos problemas de financiación, el club no solicitó participar en la FNL para la temporada. La gerencia de la planta ZIL también anunció su disposición a patrocinar al club para su participación en la PFL. El 3 de julio de 2015, el Torpedo presentó los documentos para participar en la zona Centro de la segunda división. Tras tres partidos en la PFL, se supo que el club podría retirarse de la competición, y la RFU le prohibió fichar nuevos jugadores. El 5 de mayo de 2016, Viktor Bulatov se hizo cargo del Torpedo de Moscú  . En julio de 2016, el club recibió la licencia para jugar en la PFL. Al finalizar la temporada 2016/2017, el club ocupaba el cuarto puesto en la zona centro.
En septiembre de 2017, el club moscovita Torpedo fue adquirido a ZIL por el empresario Roman Avdeev, propietario del consorcio Rossium. El nuevo propietario del club fue MKB-Capital, cuyas acciones pertenecen mayoritariamente a Rossium. El consorcio también es propietario del Estadio Eduard Streltsov, donde el Torpedo disputó dos partidos como local en la temporada 2017/18. A finales de diciembre, Alexander Tukmanov dejó la presidencia del club  .
En la temporada 2018/2019, el Torpedo se proclamó campeón de la zona Centro y, una jornada antes del final del campeonato, tras vencer a Saturn Ramenskoye en casa (4-1), aseguró su clasificación para la FNL. Al mismo tiempo, el equipo mantuvo una racha de 21 partidos invicto, un récord para la FNL.
En la temporada 2021/22, el Torpedo salió campeón y ascendió a la Premier League por primera vez desde la temporada 2014/15. El 13 de mayo de 2023, tras perder 0-3 ante el CSKA de Moscú en la jornada 27, el Torpedo perdió la oportunidad de mantener su puesto en la Premier League rusa y, por lo tanto, regresó a la Primera División.
En 2025, el club ascendió directamente a la Premier Rusa y fue incluido en la plantilla de la liga para la temporada 2025/26. Sin embargo, el 18 de junio de 2025, se realizaron registros en la oficina del equipo y en la residencia del propietario del club, Leonid Sobolev, y el director ejecutivo, Valery Skorodumov. Al día siguiente, fueron llevados a la comisaría, y más tarde se supo que se había iniciado una investigación en virtud del artículo 184 del Código Penal, parte 2 ("Influencia ilegal en el resultado de una competición deportiva oficial"). Los accionistas sospechosos de sobornar al árbitro no admitieron su culpabilidad y fueron arrestados durante dos meses. La contable del club, Irina Volkova, fue puesta bajo arresto domiciliario. Ante estos acontecimientos, el club emitió un comunicado oficial en el que declaraba su disposición a cooperar con las autoridades competentes conforme a la ley y que las actividades operativas del FC Torpedo Moscú continuaban con normalidad. El 10 de julio de 2025, se celebró una reunión del Comité de Control y Disciplina de la RFU, en la que se decidió multar al club con 55.000 € y excluirlo de la lista de participantes del Campeonato Ruso para la temporada 2025/26. Al día siguiente, el Torpedo fue incluido en la lista de participantes de la Primera División para la temporada 2025/26.

## Uniforme

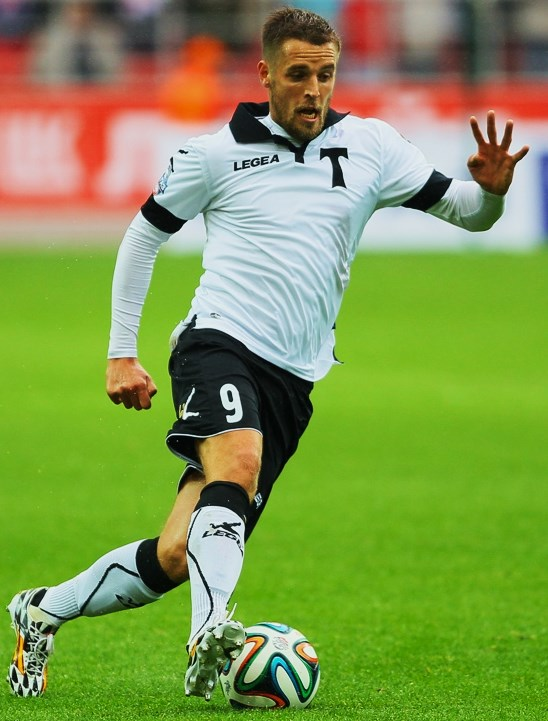
Un clásico uniforme del Torpedo. En la imagen, Kirill Kombarov.

- Uniforme titular: Camiseta blanca, pantalón negro, medias blancas.
- Uniforme alternativo: Camiseta negra, pantalón blanco, medias negras.

### Patrocinadores
| Años            | Firma deportiva | Años            | Patrocinador      |
| --------------- | --------------- | --------------- | ----------------- |
| 1976 — 1990     | Adidas          | 1976 — 1987     | —                 |
| 1976 — 1990     | Adidas          | 1988 — 1990     | Danieli           |
| 1990 — 1996     | Umbro           | 1990 — 1991     | Kodak Copiers     |
| 1990 — 1996     | Umbro           | 1991 — 1996     | Holsten           |
| 1997 — 1998     | Reebok          | 1997            | —                 |
| 1997 — 1998     | Reebok          | 1998            | Reebok            |
| 1999 — 2003     | Diadora         | 1999            | —                 |
| 1999 — 2003     | Diadora         | 2000            | Rosneft           |
| 1999 — 2003     | Diadora         | 2001 — 2003     | —                 |
| 2004            | Le Coq Sportif  | 2004            | —                 |
| 2005 — 2009     | Umbro           | 2005 — 2008     | —                 |
| 2005 — 2009     | Umbro           | 2009            | Energy Consulting |
| 2010            | Adidas          | 2010            | Energy Consulting |
| 2011 — 2012     | Umbro           | 2011 — 2012     | Agent.ru          |
| 2012 — 2013     | Adidas          | 2012 — 2013     | ZIL               |
| 2013 — presente | Legea           | 2013 — presente | —                 |

## Palmarés

### Torneos nacionales (10)
Ligas Nacionales: 3
- Liga de la URSS (3): 1960, 1965, 1976
  - Primera Liga Soviética (Segundo nivel) (1): 1937
- Liga de Rusia: 
  - Liga Nacional (Segundo nivel) (1): 2022
  - Liga de Fútbol Profesional (Tercer nivel) (2): 2010, 2019

Copas nacionales: 7
- Copa de la URSS (6): 1949, 1952, 1960, 1968, 1972, 1986

- Copa de Rusia (1): 1993

## Participación en competiciones europeas UEFA
| Temporada | Competición    | Ronda         | Club                    | Cómputo global        | Ida     | Vuelta     |
| --------- | -------------- | ------------- | ----------------------- | --------------------- | ------- | ---------- |
| 1966/67   | Copa de Europa | 1R            | Internazionale          | 0-1                   | 0-1 (F) | 0-0 (C)    |
| 1967/68   | Recopa         | 1R            | Motor Zwickau           | 1-0                   | 0-0 (C) | 1-0 (F)    |
| 1967/68   | Recopa         | 1/8           | TJ Spartak Trnava       | 6-1                   | 3-0 (C) | 3-1 (F)    |
| 1967/68   | Recopa         | 1/4           | Cardiff City FC         | 1-1 BW 0-1 < Augsburg | 0-1 (F) | 1-0 nv (C) |
| 1969/70   | Recopa         | Q             | Rapid Wien              | 1-1 u                 | 0-0 (F) | 1-1 (C)    |
| 1973/74   | Recopa         | 1R            | Athletic Bilbao         | 0-2                   | 0-0 (C) | 0-2 (F)    |
| 1975/76   | Copa UEFA      | 1R            | SSC Napoli              | 5-2                   | 4-1 (C) | 1-1 (F)    |
| 1975/76   | Copa UEFA      | 2R            | Galatasaray SK          | 7-2                   | 4-2 (F) | 3-0 (C)    |
| 1975/76   | Copa UEFA      | 1/8           | Dynamo Dresden          | 3-4                   | 0-3 (F) | 3-1 (C)    |
| 1977/78   | Copa de Europa | 1R            | SL Benfica              | 0-0 (1-4 ns)          | 0-0 (F) | 0-0 nv (C) |
| 1978/79   | Copa UEFA      | 1R            | Molde FK                | 7-3                   | 4-0 (C) | 3-3 (F)    |
| 1978/79   | Copa UEFA      | 2R            | VfB Stuttgart           | 2-3                   | 2-1 (C) | 0-2 (F)    |
| 1982/83   | Recopa         | 1R            | FC Bayern München       | 1-1 u                 | 1-1 (C) | 0-0 (F)    |
| 1986/87   | Recopa         | 1R            | FC Haka Valkeakoski     | 5-3                   | 2-2 (F) | 3-1 (C)    |
| 1986/87   | Recopa         | 1/8           | VfB Stuttgart           | 7-3                   | 2-0 (C) | 5-3 (F)    |
| 1986/87   | Recopa         | 1/4           | Girondins de Bordeaux   | 3-3 u                 | 0-1 (F) | 3-2 (C)    |
| 1988/89   | Copa UEFA      | 1R            | Malmö FF                | 2-3                   | 0-2 (F) | 2-1 nv (C) |
| 1989/90   | Recopa         | 1R            | Cork City               | 6-0                   | 5-0 (C) | 1-0 (F)    |
| 1989/90   | Recopa         | 1/8           | Grasshopper-Club Zürich | 1-4                   | 1-1 (C) | 0-3 (F)    |
| 1990/91   | Copa UEFA      | 1R            | GAIS Göteborg           | 5-2                   | 4-1 (C) | 1-1 (F)    |
| 1990/91   | Copa UEFA      | 2R            | Sevilla FC              | 4-3                   | 3-1 (C) | 1-2 (F)    |
| 1990/91   | Copa UEFA      | 1/8           | AS Monaco               | 4-2                   | 2-1 (C) | 2-1 (F)    |
| 1990/91   | Copa UEFA      | 1/4           | Brøndby IF              | 1-1 (2-4 ns)          | 0-1 (F) | 1-0 nv (C) |
| 1991/92   | Copa UEFA      | 1R            | Hallescher FC           | 4-2                   | 1-2 (F) | 3-0 (C)    |
| 1991/92   | Copa UEFA      | 2R            | SK Sigma Olomouc        | 0-2                   | 0-2 (F) | 0-0 (C)    |
| 1992/93   | Copa UEFA      | 1R            | Manchester United FC    | 0-0 (4-3 ns)          | 0-0 (F) | 0-0 nv (C) |
| 1992/93   | Copa UEFA      | 2R            | Real Madrid CF          | 5-7                   | 2-5 (F) | 3-2 (C)    |
| 1993/94   | Recopa         | 1R            | Maccabi Haifa FC        | 2-3                   | 1-0 (C) | 1-3 (F)    |
| 1996/97   | Copa UEFA      | 2Q            | HNK Hajduk Split        | 2-1                   | 0-1 (F) | 2-0 (C)    |
| 1996/97   | Copa UEFA      | 1R            | Dinamo Tbilisi          | 1-2                   | 0-1 (C) | 1-1 (F)    |
| 1997      | Intertoto      | Grupo 12      | Merani-91 Tbilisi       | 2-0                   | 2-0 (F) |            |
| 1997      | Intertoto      | Grupo 12      | SV Ried                 | 2-0                   | 2-0 (C) |            |
| 1997      | Intertoto      | Grupo 12      | Iraklis FC              | 4-1                   | 4-1 (C) |            |
| 1997      | Intertoto      | Grupo 12 (1e) | Floriana FC             | 1-0                   | 1-0 (F) |            |
| 1997      | Intertoto      | 1/2           | AJ Auxerre              | 4-4 u                 | 0-3 (F) | 4-1 (C)    |
| 2000/01   | Copa UEFA      | 1R            | FC Lausanne-Sport       | 2-5                   | 2-3 (F) | 0-2 (C)    |
| 2001/02   | Copa UEFA      | 1R            | Ipswich Town FC         | 2-3                   | 1-1 (F) | 1-2 (C)    |
| 2003/04   | Copa UEFA      | Q             | FC Domagnano            | 9-0                   | 5-0 (C) | 4-0 (F)    |
| 2003/04   | Copa UEFA      | 1R            | CSKA Sofia              | 2-2 (3-2 ns)          | 1-1 (F) | 1-1 nv (C) |
| 2003/04   | Copa UEFA      | 2R            | Villarreal CF           | 1-2                   | 0-2 (F) | 1-0 (C)    |

## Estadísticas

### Historial en liga

#### Unión Soviética
| Temporada                         | Div.            | Pos.            | PJ              | PG              | PE              | PP              | GF              | GC              | Ptos.           | Copa         | Europa       | Europa       | Goleador (liga)                    | Entrenador             | Notas                                    |
| --------------------------------- | --------------- | --------------- | --------------- | --------------- | --------------- | --------------- | --------------- | --------------- | --------------- | ------------ | ------------ | ------------ | ---------------------------------- | ---------------------- | ---------------------------------------- |
| 1936                              | 2.ª             | 2               | 6               | 3               | 1               | 2               | 10              | 7               | 13              | —            | —            | —            |                                    |                        | Torneo de primavera                      |
| 1936                              | 2.ª             | 4               | 7               | 4               | 0               | 3               | 11              | 7               | 15              | —            | —            | —            |                                    |                        | Torneo de otoño                          |
| 1937                              | 2.ª             | 6               | 12              | 4               | 4               | 4               | 16              | 18              | 24              | R16          | —            | —            |                                    |                        | Promocionó debido a expansión de la liga |
| 1938                              | 1.ª             | 9               | 25              | 9               | 11              | 5               | 51              | 38              | 29              | R16          | —            | —            | Sinyakov - 15 P.Petrov - 15        | Bukhteev               |                                          |
| 1939                              | 1.ª             | 9               | 26              | 8               | 7               | 11              | 51              | 51              | 23              | R64          | —            | —            | Zharkov - 13                       | Bukhteev Kvashnin      |                                          |
| 1940                              | 1.ª             | 11              | 24              | 6               | 6               | 12              | 36              | 50              | 18              | —            | —            | —            | Zharkov - 9                        | Kvashnin               |                                          |
| 1941                              | no participó    | no participó    | no participó    | no participó    | no participó    | no participó    | no participó    | no participó    | no participó    | no participó | no participó | no participó | no participó                       | no participó           | no participó                             |
| no hubo liga ni copa en 1942-1943 |                 |                 |                 |                 |                 |                 |                 |                 |                 |              |              |              |                                    |                        |                                          |
| 1944                              | sin competición | sin competición | sin competición | sin competición | sin competición | sin competición | sin competición | sin competición | sin competición | SF           | —            | —            |                                    |                        |                                          |
| 1945                              | 1.ª             | 3               | 22              | 12              | 3               | 7               | 41              | 21              | 27              | R16          | —            | —            | Panfilov - 14                      |                        |                                          |
| 1946                              | 1.ª             | 4               | 22              | 11              | 5               | 6               | 44              | 29              | 27              | SF           | —            | —            | A.Ponomaryov - 18                  | V.Maslov               |                                          |
| 1947                              | 1.ª             | 5               | 24              | 9               | 6               | 9               | 36              | 29              | 24              | RU           | —            | —            | Zharkov - 9                        | V.Maslov               |                                          |
| 1948                              | 1.ª             | 5               | 26              | 15              | 3               | 8               | 58              | 43              | 33              | QF           | —            | —            | A.Ponomaryov - 19                  | V.Maslov Nikitin       |                                          |
| 1949                              | 1.ª             | 4               | 34              | 16              | 10              | 8               | 64              | 42              | 42              | C            | —            | —            | A.Ponomaryov - 19                  | Nikitin Kvashnin       |                                          |
| 1950                              | 1.ª             | 10              | 36              | 13              | 10              | 13              | 57              | 60              | 36              | R32          | —            | —            | V.Ponomaryov - 12                  | Kvashnin               |                                          |
| 1951                              | 1.ª             | 12              | 28              | 8               | 8               | 12              | 37              | 48              | 24              | R32          | —            | —            | Nechaev - 8                        | Moshkarkin Rzhevtsev   |                                          |
| 1952                              | 1.ª             | 10              | 13              | 3               | 6               | 4               | 11              | 15              | 12              | C            | —            | —            | Nechaev - 3 Gabichvadze - 3        | V.Maslov               |                                          |
| 1953                              | 1.ª             | 3               | 20              | 11              | 3               | 6               | 24              | 24              | 25              | QF           | —            | —            | Vatskevich - 9                     | V.Maslov N.Morozov     |                                          |
| 1954                              | 1.ª             | 9               | 24              | 8               | 6               | 10              | 34              | 34              | 22              | R16          | —            | —            | Vatskevich - 9                     | N.Morozov              |                                          |
| 1955                              | 1.ª             | 4               | 22              | 10              | 8               | 4               | 39              | 32              | 28              | R16          | —            | —            | Streltsov - 15                     | N.Morozov              |                                          |
| 1956                              | 1.ª             | 5               | 22              | 8               | 7               | 7               | 40              | 37              | 23              | —            | —            | —            | V.K.Ivanov - 13                    | Beskov                 |                                          |
| 1957                              | 1.ª             | 2               | 22              | 11              | 6               | 5               | 46              | 23              | 28              | SF           | —            | —            | V.K.Ivanov - 14                    | V.Maslov               |                                          |
| 1958                              | 1.ª             | 7               | 22              | 7               | 8               | 7               | 51              | 42              | 22              | RU           | —            | —            | V.K.Ivanov - 14                    | V.Maslov               |                                          |
| 1959                              | 1.ª             | 5               | 22              | 11              | 3               | 8               | 27              | 23              | 25              | —            | —            | —            | Falin - 7                          | V.Maslov               |                                          |
| 1960                              | 1.ª             | 1               | 30              | 20              | 5               | 5               | 56              | 25              | 45              | C            | —            | —            | Gusarov - 12                       | V.Maslov               |                                          |
| 1961                              | 1.ª             | 2               | 30              | 19              | 3               | 8               | 68              | 35              | 41              | RU           | —            | —            | Gusarov - 22                       | V.Maslov               |                                          |
| 1962                              | 1.ª             | 7               | 32              | 15              | 8               | 9               | 64              | 32              | 48              | QF           | —            | —            | Gusarov - 15                       | Zharkov                |                                          |
| 1963                              | 1.ª             | 10              | 38              | 12              | 16              | 10              | 46              | 41              | 40              | R16          | —            | —            | V.K.Ivanov - 17                    | Zolotov N.Morozov      |                                          |
| 1964                              | 1.ª             | 2               | 33              | 19              | 8               | 6               | 53              | 23              | 46              | R32          | —            | —            | V.K.Ivanov - 14                    | Zolotov                |                                          |
| 1965                              | 1.ª             | 1               | 32              | 22              | 7               | 3               | 55              | 21              | 51              | R32          | —            | —            | Streltsov - 12                     | Maryenko               |                                          |
| 1966                              | 1.ª             | 6               | 36              | 15              | 10              | 11              | 55              | 39              | 40              | RU           | —            | —            | Streltsov - 12                     | Maryenko               |                                          |
| 1967                              | 1.ª             | 12              | 36              | 12              | 9               | 15              | 38              | 47              | 33              | QF           | CE           | R32          | 4x players - 6                     | N.Morozov V.K.Ivanov   |                                          |
| 1968                              | 1.ª             | 3               | 38              | 18              | 4               | 6               | 60              | 32              | 50              | C            | RC           | QF           | Streltsov - 21                     | V.K.Ivanov             |                                          |
| 1969                              | 1.ª             | 5               | 32              | 13              | 10              | 9               | 36              | 27              | 36              | QF           | —            | —            | Pais - 8                           | V.K.Ivanov             |                                          |
| 1970                              | 1.ª             | 6               | 32              | 12              | 10              | 10              | 36              | 38              | 34              | QF           | RC           | R32          | G.Shalimov - 6                     | V.K.Ivanov             |                                          |
| 1971                              | 1.ª             | 7               | 30              | 4               | 20              | 6               | 27              | 27              | 28              | SF           | —            | —            | Pais - 6                           | V.Maslov               |                                          |
| 1972                              | 1.ª             | 9               | 30              | 11              | 9               | 10              | 31              | 33              | 31              | C            | —            | —            | Y.Smirnov - 12                     | V.Maslov               |                                          |
| 1973                              | 1.ª             | 13              | 30              | 9               | 1+7             | 13              | 28              | 37              | 19              | R32          | —            | —            | Y.Smirnov - 8                      | V.Maslov V.K.Ivanov    |                                          |
| 1974                              | 1.ª             | 4               | 30              | 13              | 7               | 10              | 35              | 28              | 33              | R16          | RC           | R32          | Nikonov - 12                       | V.K.Ivanov             |                                          |
| 1975                              | 1.ª             | 4               | 30              | 13              | 8               | 9               | 42              | 33              | 34              | R32          | —            | —            | Khrabrostin - 7                    | V.K.Ivanov             |                                          |
| 1976                              | 1.ª             | 12              | 15              | 5               | 4               | 6               | 15              | 20              | 14              | R16          | UEFA         | R16          | Degterev - 5 Sergey V. Grishin - 5 | V.K.Ivanov             | Torneo de primavera                      |
| 1976                              | 1.ª             | 1               | 15              | 9               | 2               | 4               | 20              | 9               | 20              | R16          | UEFA         | R16          | Khrabrostin - 5 V.Sakharov - 5     | V.K.Ivanov             | Torneo de otoño                          |
| 1977                              | 1.ª             | 3               | 30              | 12              | 13              | 5               | 30              | 23              | 37              | RU           | —            | —            | 4x jugadores - 4                   | V.K.Ivanov             |                                          |
| 1978                              | 1.ª             | 8               | 30              | 11              | 11              | 8               | 36              | 29              | 30              | SF           | CE           | R32          | Khrabrostin - 7                    | V.K.Ivanov             |                                          |
| 1979                              | 1.ª             | 16              | 34              | 8               | 9               | 17              | 32              | 46              | 24              | Clasif.      | UEFA         | R32          | N.Vasilyev - 14                    | Salkov                 |                                          |
| 1980                              | 1.ª             | 11              | 34              | 10              | 11              | 13              | 28              | 32              | 30              | QF           | —            | —            | Redkous - 7                        | Salkov                 |                                          |
| 1981                              | 1.ª             | 5               | 34              | 14              | 14              | 6               | 41              | 29              | 38              | Clasif.      | —            | —            | Petrakov - 10                      | V.K.Ivanov             |                                          |
| 1982                              | 1.ª             | 8               | 34              | 11              | 12              | 11              | 36              | 33              | 32              | RU           | —            | —            | Redkous - 12                       | V.K.Ivanov             |                                          |
| 1983                              | 1.ª             | 6               | 34              | 14              | 11              | 9               | 40              | 34              | 38              | R16          | RC           | R32          | Petrakov - 11                      | V.K.Ivanov             |                                          |
| 1984                              | 1.ª             | 6               | 34              | 15              | 10              | 9               | 43              | 36              | 40              | QF           | —            | —            | Redkous - 14                       | V.K.Ivanov             |                                          |
| 1985                              | 1.ª             | 5               | 34              | 13              | 10              | 11              | 42              | 40              | 36              | R16          | —            | —            | Kobzev - 9                         | V.K.Ivanov             |                                          |
| 1986                              | 1.ª             | 9               | 30              | 10              | 11              | 9               | 31              | 28              | 30              | C            | —            | —            | Y.Savichev - 12                    | V.K.Ivanov             |                                          |
| 1987                              | 1.ª             | 4               | 30              | 12              | 12              | 6               | 35              | 25              | 34              | QF           | RC           | QF           | Y.Savichev - 10                    | V.K.Ivanov             |                                          |
| 1988                              | 1.ª             | 3               | 30              | 17              | 8               | 5               | 39              | 23              | 42              | RU           | —            | —            | Grechnev - 9 A.Rudakov - 9         | V.K.Ivanov             |                                          |
| 1989                              | 1.ª             | 5               | 30              | 11              | 13              | 6               | 40              | 26              | 35              | RU           | UEFA         | R64          | Grechnev - 11 Y.Savichev - 11      | V.K.Ivanov             |                                          |
| 1990                              | 1.ª             | 4               | 24              | 13              | 4               | 7               | 28              | 24              | 30              | QF           | RC           | R16          | Y.Savichev - 8                     | V.K.Ivanov             |                                          |
| 1991                              | 1.ª             | 3               | 30              | 13              | 10              | 7               | 36              | 20              | 36              | RU           | UEFA         | QF           | Tishkov - 8                        | V.K.Ivanov Skomorokhov |                                          |
| 1992                              | sin competición | sin competición | sin competición | sin competición | sin competición | sin competición | sin competición | sin competición | sin competición | R32          | UEFA         | R32          |                                    |                        |                                          |

#### Rusia
| Temporada | Liga      | Pos. | J  | G  | E  | P  | GF  | GC | Pts. | Copa           | Europa  | Europa | Goleador (liga)                | Entrenador                             | Notas                                                   |
| --------- | --------- | ---- | -- | -- | -- | -- | --- | -- | ---- | -------------- | ------- | ------ | ------------------------------ | -------------------------------------- | ------------------------------------------------------- |
| 1992      | 1º        | 11   | 30 | 12 | 6  | 12 | 32  | 30 | 30   | —              | —       | —      | G. Grishin – 10                | Skomorokhov Y. Mironov                 |                                                         |
| 1993      | 1º        | 7    | 34 | 15 | 8  | 11 | 35  | 40 | 38   | C              | UEFA    | R32    | Borisov – 7                    | Y. Mironov                             |                                                         |
| 1994      | 1º        | 11   | 30 | 7  | 12 | 11 | 28  | 37 | 26   | R32            | RC      | R32    | Afanasyev – 8                  | Y. Mironov Petrenko V. K. Ivanov       |                                                         |
| 1995      | 1º        | 5    | 30 | 16 | 7  | 7  | 40  | 30 | 55   | QF             | —       | —      | D. Prokopenko – 6 Agashkov – 6 | V. K. Ivanov                           |                                                         |
| 1996      | 1º        | 12   | 34 | 10 | 11 | 13 | 42  | 51 | 41   | R32            | —       | —      | Kamoltsev – 9                  | V. K. Ivanov                           |                                                         |
| 1997      | 1º        | 11   | 34 | 13 | 6  | 15 | 50  | 46 | 45   | QF             | UEFA IC | R64 SF | Jankauskas – 10                | Tarkhanov                              |                                                         |
| 1998      | 1º        | 11   | 30 | 9  | 10 | 11 | 38  | 34 | 37   | R16            | —       | —      | V. Bulatov – 9                 | Tarkhanov V. K. Ivanov                 |                                                         |
| 1999      | 1º        | 4    | 30 | 13 | 11 | 6  | 38  | 33 | 50   | R32            | —       | —      | Kamoltsev – 12                 | V. Shevchenko                          |                                                         |
| 2000      | 1º        | 3    | 30 | 16 | 7  | 7  | 42  | 29 | 55   | R32            | —       | —      | Vyazmikin – 8                  | V. Shevchenko                          |                                                         |
| 2001      | 1º        | 4    | 30 | 15 | 7  | 8  | 53  | 42 | 52   | QF             | UEFA    | R128   | Vyazmikin – 17                 | V. Shevchenko                          |                                                         |
| 2002      | 1º        | 4    | 30 | 14 | 8  | 8  | 47  | 32 | 50   | R32            | UEFA    | R128   | Semshov – 11                   | V. Shevchenko Petrenko                 |                                                         |
| 2003      | 1º        | 8    | 30 | 11 | 10 | 9  | 42  | 38 | 43   | R32            | —       | —      | Shirko – 7                     | Petrenko                               |                                                         |
| 2004      | 1º        | 5    | 30 | 16 | 6  | 8  | 53  | 37 | 54   | R32            | UEFA    | R32    | Panov – 15                     | Petrenko                               |                                                         |
| 2005      | 1º        | 7    | 30 | 12 | 9  | 9  | 37  | 33 | 45   | QF             | —       | —      | Semshov – 12                   | Petrenko                               |                                                         |
| 2006      | 1º        | 15   | 30 | 3  | 13 | 14 | 22  | 40 | 22   | QF             | —       | —      | Budylin – 4                    | Petrenko Gostenin                      | Descendido                                              |
| 2007      | 2º        | 6    | 42 | 21 | 6  | 15 | 75  | 59 | 69   | R16            | —       | —      | Romashchenko – 15              | R. Sabitov                             |                                                         |
| 2008      | 2º        | 18   | 42 | 14 | 7  | 21 | 47  | 69 | 49   | R32            | —       | —      | Popov – 9                      | Dayev                                  | Descendido a la 4.ª división por problemas financieros. |
| 2009      | LFL Moscú | 1    | 32 | 30 | 0  | 2  | 128 | 19 | 90   | R64            | —       | —      | Chereshnev – 23                | Pavlov                                 | Ascendido                                               |
| 2010      | 3º Centro | 1    | 30 | 17 | 6  | 7  | 59  | 26 | 57   | R32            | —       | —      | Burmistrov – 10                | Chugainov                              | Ascendido                                               |
| 2011–12   | 2º        | 8    | 52 | 17 | 17 | 18 | 63  | 53 | 68   | R32            | —       | —      | Khozin – 9 Dorozhkin – 9       | Chugainov Belov                        |                                                         |
| 2012–13   | 2º        | 14   | 32 | 6  | 15 | 11 | 29  | 38 | 33   | R32            | —       | —      | Bezlikhotnov – 7               | Belov Ignatyev                         |                                                         |
| 2013–14   | 2º        | 3    | 36 | 19 | 8  | 9  | 45  | 22 | 65   | R32            | —       | —      | Shevchenko - 8                 | Kazakov Borodyuk                       | Ascendido                                               |
| 2014-15   | 1º        | 15   | 30 | 6  | 11 | 13 | 28  | 45 | 29   | R16            | —       | —      | Putsila - 4                    | Sávichev (Interino) Petrakov           | Descendido a 3° por problemas financieros.              |
| 2015-16   | 3º Centro | 12   | 26 | 8  | 6  | 12 | 21  | 28 | 30   | 2ª ronda       | —       | —      | Tyupikov - 5                   | Petrakov Bulatov                       |                                                         |
| 2016-17   | 3º Centro | 3    | 24 | 11 | 9  | 4  | 36  | 19 | 42   | R32            | —       | —      | Gonezhukov - 7                 | Bulatov                                |                                                         |
| 2017-18   | 3º Centro | 6    | 26 | 11 | 9  | 6  | 44  | 22 | 42   | 3ª ronda       | —       | —      | Sadikhov - 8                   | Kolyvánov                              |                                                         |
| 2018-19   | 3º Centro | 1    | 26 | 20 | 5  | 1  | 48  | 17 | 65   | R32            | —       | —      | Sergeyev - 16                  | Kolyvánov                              |                                                         |
| 2019-20   | 2°        | 4    | 27 | 16 | 5  | 6  | 39  | 25 | 59   | 4° Finales     | —       | —      | Sergeyev - 14                  | Sávichev                               |                                                         |
| 2020-21   | 2°        | 6    | 42 | 21 | 9  | 12 | 65  | 41 | 72   | 3ª ronda       | —       | —      | Kalmykov - 12                  | Ignashévich Borodiuk                   |                                                         |
| 2021-22   | 2°        | 1    | 38 | 20 | 15 | 3  | 65  | 36 | 75   | Fase de grupos | —       | —      | Sultonov - 15                  | Borodiuk                               | Ascenso a 1°                                            |
| 2022-23   | 1º        | 16   | 30 | 3  | 4  | 23 | 22  | 61 | 13   |                |         |        |                                | Borodiuk Kovardaev Talalaev Pep Clotet |                                                         |
| 2023-24   | 2°        | 10   | 34 | 12 | 11 | 11 | 33  | 33 | 47   |                |         |        |                                | Pep Clotet Kononov                     |                                                         |
| 2024-25   | 2°        | 2    | 34 | 17 | 14 | 3  | 51  | 25 | 65   |                |         |        |                                | Kononov                                |                                                         |

### Jugadores con más partidos
Actualizado al 20 de abril de 2007 según el sitio oficial. Los jugadores en negrita aún juegan en el Torpedo.
| \| # \| Nombre \| Años \| Partidos \| \| -- \| ------------------- \| -------------------- \| -------- \| \| 1 \| Viktor Shustikov \| 1958–1972 \| 427 \| \| 2 \| Sergei Prigoda \| 1976–1988 \| 325 \| \| 3 \| Aleksandr Polukarov \| 1980–1991 \| 319 \| \| 4 \| Vladimir Yurin \| 1970–1980 \| 304 \| \| 5 \| Valentin Ivanov \| 1953–1966 \| 286 \| \| 6 \| Sergei Petrenko \| 1974–1985 \| 276 \| \| 7 \| Leonid Pakhomov \| 1967–1976 \| 261 \| \| 8 \| Vasiliy Zhupikov \| 1977–1985 \| 255 \| \| 9 \| Viktor Kruglov \| 1975–1981, 1984–1986 \| 231 \| \| 10 \| Vladimir Buturlakin \| 1970, 1972–1980 \| 226 \| |                     |                      |          |
| # | Nombre              | Años                 | Partidos |
| 1 | Viktor Shustikov    | 1958–1972            | 427      |
| 2 | Sergei Prigoda      | 1976–1988            | 325      |
| 3 | Aleksandr Polukarov | 1980–1991            | 319      |
| 4 | Vladimir Yurin      | 1970–1980            | 304      |
| 5 | Valentin Ivanov     | 1953–1966            | 286      |
| 6 | Sergei Petrenko     | 1974–1985            | 276      |
| 7 | Leonid Pakhomov     | 1967–1976            | 261      |
| 8 | Vasiliy Zhupikov    | 1977–1985            | 255      |
| 9 | Viktor Kruglov      | 1975–1981, 1984–1986 | 231      |
| 10 | Vladimir Buturlakin | 1970, 1972–1980      | 226      |

### Máximos goleadores
| #  | Nombre               | Años                 | Goles |
| -- | -------------------- | -------------------- | ----- |
| 1  | Valentin Ivanov      | 1953–1966            | 124   |
| 2  | Eduard Streltsov     | 1954–1958, 1965–1970 | 100   |
| 3  | Aleksandr Ponomaryov | 1945–1950            | 83    |
| 4  | Gennadiy Gusarov     | 1957–1962            | 67    |
| 5  | Georgiy Zharkov      | 1939–1940, 1945–1951 | 63    |
| 6  | Pyotr Petrov         | 1938–1940, 1945–1949 | 54    |
| 7  | Igor Semshov         | 1998–2005            | 54    |
| 8  | Yuri Savichev        | 1985–1990            | 47    |
| 9  | Nikolai Vasilyev     | 1976–1985            | 45    |
| 10 | Oleg Sergeev         | 1958–1966            | 43    |

## Entrenadores
- Sergey Bukhteyev (1932-34)
- Nikolay Nikitin (1936-1937)
- Sergey Bukhteyev (1937-39)
- Konstantin Kvashnin (1939-40)
- Victor Maslov (1945)
- Fyodor Selin (1945)
- Victor Maslov (1946-48)
- Nikolay Nikitin (1948-1949)
- Konstantin Kvashnin (1949-50)
- Vladimir Moshkarkin (1951)
- Andrey Rzhevtsev (1951)
- Victor Maslov (1952-53)
- Nikolai Morozov (1953-1955)
- Konstantin Beskov (1956)
- Victor Maslov (1957-61)
- Georgy Zharkov (1962)
- Yury Zolotov (1963)
- Nikolai Morozov (1963)
- Viktor Maryenko (1964-1966)
- Nikolai Morozov (1967)
- Valentin Ivanov (1967-70)
- Victor Maslov (1971-73)
- Valentin Ivanov (1973-78)
- Vladimir Salkov (1979-1980)
- Valentin Ivanov (1980-91)
- Yevgeni Skomorokhov (1991-1992)
- Yury Mironov  (1992-94)
- Sergei Petrenko (1994)c
- Valentin Ivanov (1994-96)
- Aleksandr Tarkhanov (1997-98)
- Valentin Ivanov (1998)
- Vitaliy Shevchenko (1999-2002)
- Sergei Petrenko (2002-2006)
- Aleksandr Gostenin (2006)c
- Georgi Yartsev (2007)
- Vyacheslav Dayev (2007)c
- Ravil Sabitov (2007-2008)
- Vyacheslav Dayev (2008-2009)
- Sergei Pavlov (2010)
- Igor Chugainov (2010-2012)
- Mijaíl Belov (2012)
- Boris Ignatyev (2012-2013)
- Vladimir Kazakov (2013)
- Nikolai Savichev (2013)c
- Aleksandr Borodyuk (2013-2014)
- Nikolai Savichev (2014)
- Valeriy Petrakov (2014-2016)
- Viktor Bulatov (2016-2017)
- Igor Kolyvanov (2017-2019)
- Sergei Ignashevich (2019-2021)
- Aleksandr Borodyuk (2021-2022)
- Nikolay Kovardaev (2022)
- Andrey Talalaev (2022-2023)
- Pep Clotet (2023-act.)

c Entrenador provisional o interino